# Agathis flavescens
Agathis flavescens (Агатис таханський) — вид хвойних рослин родини араукарієвих.

## Поширення, екологія
Зустрічається тільки у віддалених частинах півострова Малайзія. Менш 1000 статевозрілих особин, ймовірно, перебувають у трьох окремих популяціях. Мешкає в нижньому і верхньому гірському лісі на кварцитових ґрунтах на висоті 1200—2100 м. Особини часто мають пожовкле листя, що наводить на думку поганих поживних умов.

## Морфологія
Кора тендітна, зеленого або коричневого кольору. Листки жовто-зелені, еліптично-оберненояйцюваті, тупі, довжиною 38–63 мм, 12–25 мм завширшки, знизу сизуваті, з коротким черешком. Чоловічі шишки циліндричні, на стеблі до 15 мм завдовжки, довжиною від 25 до 38 мм, шириною 13 мм. Жіночі шишки кулясті, 63 мм в довжину і 45 мм завширшки, пурпурові, дозрівають 2 роки. Насіння еліпсоїде, довжиною 13 мм на 6 мм в ширину, крила довжиною 12 мм з одного боку.

## Загрози та охорона
Ніяких конкретних загроз не було визначено для цього виду. Загальна чисельність населення охороняється відповідно до постійного лісового фонду.